# 1929 год в автомобилестроении
Список событий в автомобилестроении в 1929 году:

## События
- 1 января — Ханс Нибе[нем.] становиться главным конструктором компании Даймлер-Бенц, сменив на этом посту Фердинанда Порше. Под руководством Нибе были созданы такие автомобили, как Мерседес-Бенц «Нюрбург»[англ.], «Большой Мереседес 770», Мерседес-Бенц 500К[1].
- 22 марта — первый автомобиль с бело-голубой эмблемой БМВ был представлен публике в Берлине. BMW 3/15[англ.] был по-прежнему всего лишь лицензионной копией английский «Малютки Остин». Свой собственный автомобиль БМВ начнёт производить только в 1932 году[2].
- 31 мая — Высший совет народного хозяйства СССР и американская компания Форд заключили соглашение о технической помощи при организации и налаживании массового производства легковых автомобилей типа «Ford-A» и грузовых автомобилей типа «Ford-AA». Через год под Нижним Новгородом заложен первый камень в фундамент будущего автомобильного завода[3].
- 21 октября — в пригороде Детройта Дирборне был открыт «Музейный комплекс Генри Форда»[англ.]. Дата открытия была выбрана в ознаменование пятидесятилетия начала Томасом Эдисоном, другом и наставником Форда, экспериментов с электрическими лампами. На торжественной церемонии присутствовали президент Гувер, Эдисон и Форд[4].
- 16 ноября — Энцо Феррари с двумя партнёрами в адвокатской конторе Модены оформил соглашение о создании «Команды Феррари» (Scuderia Ferrari). Целью было — «…покупка автомобилей Альфа-Ромео и участие на них в гонках… »[5].